# Junkers G 24
Юнкерс G.24 (нем. Junkers G.24) — немецкий трёхмоторный самолёт, низкоплан, полностью металлической конструкции, используемый в качестве пассажирского самолёта, лёгкого бомбардировщика и разведчика в межвоенный период. Самолёт был спроектирован в компании Junkers профессором Гуго Юнкерсом совместно со своими специалистами — инженерами Эрнестом Цинделем и Германом Полманом. Прототип самолёта  впервые взлетел 19 сентября 1924 года и стал первым серийно строившимся трёхмоторным самолётом. Самолёт выпускался в головной компании Junkers в Дессау, а также шведской AB Flygindustri из Лимхемна недалеко от Мальмё и совместном предприятии Junkers и Советского Союза в Филях. Производство продолжалось с 1924 по 1929 год. За это время было произведено 115 самолётов.

## История проектирования
В первой половине 1920-х годов на немецком авиационном рынке спрос на пассажирские самолёты неуклонно возрастал. Затем Junkers предложили на рынок самолётов Junkers F 13, у которых пассажировместимость составляла только 4-5 пассажиров. Это оказалось недостаточным для обеспечения важнейших воздушных маршрутов в Германии и Европе. Поэтому в 1923 году профессор Хуго Юнкерс дал указание своему главному инженеру Эрнсту Цинделю спроектировать более крупную версию самолёта F 13. Цинделу помогал инженер Герман Полман, первоначально проектировавший одномоторную увеличенную версию F 13. Однако из-за отсутствия мощных двигателей в Германии в 1923 году (послевоенные ограничения), Цинделю пришлось на новом G.24 вместо одного двигателя поставить три двигателя Junkers L 2, мощностью 145 кВт каждый. Однако Международная комиссия по авиационному контролю в Германии остановила этот проект, учитывая, что с более мощными двигателями этот самолёт может легко найти военное применение. Чтобы удовлетворить требованиям комиссии Юнкерс построил G.23, оснащённый двумя двигателями Mercedes D.I и одним двигателем BMW IIIa, расположенным в носу самолёта. Первый полет самолёта Junkers G.23 был произведен 18 сентября 1924 года в аэропорту Нюрнберга Фюрт, но самолёт был разбит при посадке.
Таким образом G.24 и G.23 — фактически один и тот же самолёт с различными двигателями.
Во избежание ограничений Международная комиссия по авиационному контролю в Германии материнская компания Junkers в Desau (Junkers Flugzeugwerke AG Dessau) строила самолёты в соответствии с законом, то есть, в стандарте G.23, после чего эти самолёты были отправлены в AB флигиндустри в Лимхамне (AB Flygindustri из Лимхамна, недалеко от Мальмё) в Швецию (дочерняя компания Junkers) для оснащения более мощными двигателями Junkers L2 дорабатываясь до стандарта G.24. Большинство этих модифицированных самолётов вернутся в Германию и будут отправлены в немецкие компании под наименованием G.23. Чтобы предотвратить дальнейшие запреты комиссии, с материнской компании в Дессау отправлялись только комплектующие для G.24, в Лимхамн, и там сами самолёты собирались. В конце 1926 года полный цикл производство G.24 был возвращён в Дессау, после того как все союзнические ограничения были отменены и производство продолжались до 1929 года. В Лимхамне было произведено в общей сложности 20 самолётов G.24.

## Модификация
Существовали разные варианты этого самолёта. Различия касались в основном двигателей (мощность), дальности полёта и вооружении, внешний вид оставался более или менее одинаковым. Для удобства, все самолёты делятся на три основные группы: пассажирские, военные и гидросамолёты.
G.23 / G.24 / F.24группа пассажирских самолётов с 21 подтипом. Подтипы отмечались, малыми латинскими буквами рядом с базовой меткой (G.24). Обозначения F.24 удостоился модернизированный транспортный вариант, в котором снимались крыльевые двигатели и заменялся носовой на более мощный.
K.30 / R.24 / Jug-1боевой самолёт. Обозначение K.30 присваивалось самолётам, выпускаемых Junkers в Германии, R — обозначение для самолётов, изготовленных в Швеции, а Jug-1 (ЮГ-1) — самолётам, произведенных в СССР (совместная компания в Филях). В этой группе было 6 подтипов.
Гидросамолёты: как пассажирские, так и военные самолёты этого типа имели вариант с поплавками. Военным вариантом могли быть либо бомбардировщик либо торпедоносец.

## Техническое описание
Junkers G.24 представлял собой свободнонесущий трёхмоторный низкоплан металлической конструкции. На крыле самолёта устанавливались два двигателя, а третий — в носовой части фюзеляжа. Эта схема размещения двигателей стала обычным стандартом при строительстве транспортных самолётов и бомбардировщиков того времени.
Во время производства самолёт оснащался различными двигателями. Ими были следующие двигатели: Daimler D I; Daimler D IIa; BMW IIIa; BMW Va; BMW VI U; Junkers L 2; Junkers L 5; Jumo 4; Jumo 211; Isotta Frachini; Gnôme Rhône Jupiter; Siemens Jupiter; DB 600; DB 601 и Napier Lion. На валу двигателя устанавливался двухлопастный деревянный винт с фиксированным шагом диаметром 2,9 м.
Фюзеляж G.24 прямоугольный в плане. Внутри фюзеляжа размещался экипаж и салон с 9 пассажирскими сиденьями. В хвостовой части пассажирского самолёта размещался туалет с рукомойником. Военный вариант в районе пассажирского салона нёс бомбы и в полу имел люк, через которую бомбы сбрасывались с самолёта. Несущая конструкция фюзеляжа монококовая, ребра в форме рамы изготавливалось из дюралюминия и обшивка из дюралюминиевого гофрированного листа. Волна гофра проходила вдоль всей длины фюзеляжа, способствуя увеличению продольной жёсткости. Обшивка крепилась заклепками. Основные топливные баки находились в крыле самолёта (обычно 6 или 12 штук), общим объёмом 1300 литров или 2600 литров. Масляные баки располагались в гондолах за двигателем. Пилоты  размещались рядом в закрытых кабинах на пассажирских версиях или в открытых кабинах на боевых самолётах (K.30).
На боевом самолёте, в верхней части фюзеляжа, располагались стрелковые точки, в которых располагались пулемёты калибра 7,7 мм или 7,9 мм, установленные на вращающихся турелях. В полу самолёта также был люк, через который стрелок имел возможность вести огонь из пулемёта.
Дверь располагалась на левой стороне фюзеляжа. На транспортных модификациях, на верхней части фюзеляжа были люки, через которые можно было осуществлять погрузку с помощью крана.
Крыло самолёта утолщённого профиля. В нём размещались топливные баки, а также все необходимые устройства. Форма крыла была округлой трапецией с прямой законцовкой. Крыло изготавливалось из дюралюминиевых гофрированных листов. Элероны, киль, горизонтальное оперение и рули высоты выполнились из гофрированного дюралюминиевого листа. Горизонтальное оперение крепилось на фюзеляже.
Шасси было классическим с резиновыми колёсами и общей осью. На основных стойках были встроенные амортизаторы. В хвостовой части монтировался эластичный костыль, служивший в качестве третьей точки опоры. Вместо колёс легко устанавливались лыжи для использования самолётов в зимних условиях. Когда шасси заменялось поплавком, самолёт получал отметку G.24W (W — нем. Wasserflugzeug — гидросамолёт)

## Эксплуатация
Пассажирский вариант самолёта достиг больших успехов в гражданских авиаперевозках. Около 20 самолётов использовались в 10 странах. 26 немецких G.24 летали только в немецкой авиакомпании Lufthansa. Почти на всех основных направлениях воздушного движения в Европе использовались данные самолёты, которые летали на них до начала Второй мировой войны (1939 год). Эти самолёты оснащались в основном двигателями Юнкерса L-2 и L-5, а также двигателями Jupiter. Большие топливные баки, которыми оснащались самолёты (1300 и 2600 литров), обеспечивали беспосадочные полёты в 11 и 22 часа, комфортабельные салоны позволяли пассажирам наслаждаться приятным полётом.
Военные варианты этого самолёта поставлялись Германии, Чили (6 шт.), Испании (3 шт.), СССР (21 шт.) и Югославии (2 шт.). Самолёт был вооружён 6 пулемётами калибра 7,62 мм или 7,92 мм. Эти пулемёты были развёрнуты на трёх огневых точках в самолёте, оснащённые турелями со спаренными пулемётами. В варианте бомбардировщика (K.30) самолёт мог нести 500 кг бомб. Поскольку они очень быстро устарели как бомбардировщики, большинство этих самолётов были модифицированы и использовались либо как учебные пилотажные многомоторные самолёты, либо как транспортные / грузовые самолёты (для перевозки грузов, почты и т. д.).

### Югославия
В начале тридцатых годов, бомбардировочная авиация Королевства Югославии состояла только из устаревающих одномоторных бомбардировщиков Бреге 19В2, а также немного более мощных, также одномоторных Бреге 19/7 только что вступивших в строй. Подпитываемое новыми теориями и взглядами на воздушную войну, которые широко освещались в зарубежной и отечественной профессиональной авиационное литературе, командование Югославских королевских ВВС заинтересовалось тяжёлыми бомбардировщиками. Для того, чтобы найти правильный тип, который был бы пригоден для принятие на вооружение, ВВС в 1931 году решили приобрести небольшое количество различных типов трёхмоторных бомбардировщиков, для сравнительного изучения их характеристик, прежде чем принять окончательное решение о выборе будущих «тяжеловесов». По практическим причинам, все выбранные типы самолётов оснащались двигателями Jupiter, хотя и несколько отличающихся версий от отечественных моделей данного двигателя. В итоге заказали 6 бомбардировщиков трёх различных типов: по два немецких Dornier Do Y и Junkers G.24 и два чехословацких Avia Foker F.39. Все шесть тяжёлых бомбардировщиков были поставлены в 1932 году.
Поступившие в Югославские королевские ВВС 2 Junkers G.24 использовались совместно с двумя другими типами трёхмоторных бомбардировщиков. Первоначально установленные двигатели Gnome-Rhône Jupiter 9Ae, мощностью 480 лошадиных сил были заменены на заводе Icarus двигателями IAM Jupiter 9Ae той же мощности. Поскольку покупка уже устарела на роль бомбардировщика, то самолёты также выполняли задачи по разведке, транспортировке и связи. Помимо этого они имели особое значение для обучения нескольких поколений югославских авиаторов, которые составили основу кадрового состава современных бомбардировщиков, введенных в эксплуатацию в конце тридцатых годов. Оба самолёта оставались в эксплуатации до начала войны и были уничтожены в аэропорту Ясеницы около Мостара в апреле 1941 года. В югославских ВВС они несли серийные номера 3201 и 3202.

## Операторы
Афганистан
- ВВС Афганистана

 Австрия
- Ölag[1]

 Бразилия
- Syndicato Condor[1]

 Чили
- ВВС Чили[1]

 Финляндия
- Aero O/Y[1]

 Германия
- Deutsche Luft Hansa[2]
- Luftwaffe
- Condor Syndikat

 Греция
- SCHA[1]
- Hellenic Air Force[1]

 Королевство Италия
- Ala Littoria[1]
- Regia Aeronautica[1]
- Transadriatica[2]

 Польша
- Aerolot единственный поплавковый Junkers G 23W использовался в 1925 году, но в том же году был возвращён производителю

 Республиканская Испания
- Unión Aérea Española[1]
- CLASSA[1]
- LAPE[1]
- ВВС Испанской республики

 Швеция
- AB Aerotransport[1][3]

 Швейцария
- Ad Astra Aero[3]
- Swissair

 Турция
 СССР
- Аэрофлот[1]
- ВВС СССР[1]

 Югославия
- Королевские ВВС Югославии

## Аварии и катастрофы
За всё время эксплуатации в различных авариях и катастрофах было потеряно 15 самолётов Junkers G 24, включая ЮГ-1. При этом погибли не менее 28 человек.
| Дата         | Бортовой номер | Место               | Жертвы    | Краткое описание |
| ------------ | -------------- | ------------------- | --------- | --- |
| 20.11.1926   | D-944          | Кёнигсберг          | н.д./н.д. | Обстоятельства неизвестны. |
| 19.04.1928   | D-946          | Шпайхинген          | 0/8       | Вынужденная посадка в лесистой местности. |
| февраль 1929 | D-899          | Бретань             | н.д./н.д. | Обстоятельства неизвестны. |
| 29.08.1929   | SE-AAF         | Эмсланд             | 0/н.д.    | Жёсткая посадка в лесистой местности из-за проблем с двигателем.                                                                                                  |
| 06.11.1929   | D-903          | Годстоун            | 7/8       | При посадке врезался в деревья и загорелся. |
| 07.02.1930   | J6             | вблизи Пунта-Аренас | 3/6       | Вынужденная посадка в море. |
| 07.11.1930   | P-BAHA         | вблизи Игуапи       | 1/8       | Гидросамолёт. Утонул. |
| 1930         | н.д.           | н.д.                | н.д./н.д. | Обстоятельства неизвестны. |
| 11.06.1931   | SE-AAG         | Мальмё              | 0/0       | Сгорел во время ремонта. |
| 27.06.1932   | CCCP-Л718      | Нижнетамбовское     | 16/16     | Разбился при заходе на посадку. В полёте произошло отделение правой плоскости. Причинами катастрофы стали некачественный ремонт, перегруз и сложные метеоусловия. |
| 31.08.1932   | SE-AAE         | Тюбберген           | 2/2       | Во время вынужденной посадки в поле из-за отказа двигателя врезался в дымовую трубу и деревья и разбился.                                                         |
| 13.08.1933   | CCCP-Л743      | н.д.                | н.д./н.д. | Обстоятельства неизвестны. |
| 23.08.1934   | CCCP-Л742      | н.д.                | н.д./н.д. | Обстоятельства неизвестны. |
| ноябрь 1935  | PP-CAS         | Ильеус              | н.д./н.д. | Гидросамолёт. Обстоятельства неизвестны. |
| 01.10.1938   | PP-CAB         | Корурипи            | н.д./н.д. | Гидросамолёт. Обстоятельства неизвестны. |